# Herb Samary

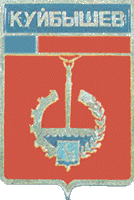
Herb (wówczas Kujbyszewa) w okresie radzieckim

Herb Samary – po raz pierwszy został przyjęty 8 czerwca 1851 r. i nie podlegał zmianom. Ponownie ustanowiony 26 listopada 1998 r.

## Opis
W polu błękitnym dzika, biała koza stojąca na zielonej trawie. Tarcza herbowa zwieńczona imperatorską koroną.

## Symbolika
- kolor lazurowy – wielkość, piękno i jasność
- kolor zielony – nadzieja, bogactwo, wolność
- kolor złoty – bogactwo, siła, wierność, stałość
- kolor srebrny (w herbie oddany bielą) – naturalna czystość